# Ню Олбани (Мисисипи)
Ню Олбани (на английски: New Albany) е град в щата Мисисипи, Съединени американски щати, административен център на окръг Юниън. Населението му е около 7600 души (по приблизителна оценка от 2017 г.).
В Ню Олбани е роден писателят Уилям Фокнър (1897 – 1962).